# Саминка (приток Москвы)
Саминка — река в Московской области России, правый приток Москвы-реки.
На топографической карте съёмки 1852 года — Самына, в списке населённых мест 1862 года — Самынка. Вероятнее всего, река имеет балтийское название, которое может быть связано с литовским samanyne — «моховое болото», «место, поросшее мхом». На карте Московской губернии 1860 года Ф. Ф. Шуберта и в «Каталоге рек и озёр Московской губернии» 1926 года И. А. Здановского — Сомина.
Под названием Самынка река упоминается В. Н. Татищевым в его «Избранных трудах по географии России» (1740-е годы). Он выводит название реки от сарматского «самына» — плоскодонки, перемещаемой с помощью шеста, указывает населённые пункты на ней: Верхняя Отрадная, Подушкино, Рождествено, Бориха, Жуковка, а также мост на Звенигородском тракте. Низкий бревенчатый мост с крутыми спусками к нему содержали местные обыватели.
Длина — 10 км. Протекает в северном направлении по территории Одинцовского городского округа.
Берёт начало у северо-западной окраины города Одинцово, впадает в Москву-реку у платформы Барвиха Усовского ответвления Смоленского направления Московской железной дороги.
Питание в основном происходит за счёт талых снеговых вод и родников. Замерзает обычно в середине ноября, вскрывается в середине апреля:7—8. Река была шире и глубже, но после размещения в верховьях трёх запруд в 1960-е годы она обмелела. В 2008—2009 годах существовали планы по заключению реки в трубу.
Бо́льшая часть бассейна занята «элитными» дачными посёлками и правительственной резиденцией. На реке расположены населённые пункты Подушкино, Рождественно, Барвиха (посёлок), Жуковка и Барвиха (деревня). В нижнем течении пересекается Рублёво-Успенским шоссе А106.